# Doi Tung
De Doi Tung (Thai: ดอยตุง) is een berg in Amphoe Mae Sai in Thailand. De berg is 1.389 meter hoog en ligt in het Daen Lao-gebergte. De Doi Tung bestaat voornamelijk uit kalksteen en graniet.
De naam Doi Tung is Thai voor vlaggenstok. Dit verwijst naar de grote vlag, waarmee koning Achutarat van Chiang Saen in 911 aanduidde waar de chedi's van de Wat Phra That Doi Tung moesten staan.
Onder de 1000 meter groeien loofbomen en daarboven alleen maar naaldbomen. Op de helling van de berg liggen dorpen van de Shan, de Akha en de Lahu. Deze volkeren verbouwden lang opium. Deze velden werden bewaakt door de bergvolkeren en de KMT. Er wordt een agrarisch project uitgevoerd om dit te verminderen. Tegenwoordig staat Doi Tung bekend om zijn koffie van hoge kwaliteit. Deze heeft in 2015 internationale erkenning gekregen door het toewijzen van een geografische bescherming van de handelsnaam door de EU. Om de opiumproductie te verminderen is ook de Koninklijke Villa Doi Tung gebouwd, hiermee worden de bergvolkeren een toeristische attractie.